# ألبرت سميث
ألبرت سميث (بالإنجليزية: Albert Smith )‏ (و. 1793 – 1867 م) هو سياسي، ومحامي، من الولايات المتحدة الأمريكية، كان عضوًا في الحزب الديمقراطي الأمريكي، توفي في بوسطن، عن عمر يناهز 74 عاماً.

## مناصب
تولى منصب عضو مجلس النواب الأمريكي، وعضو مجلس النواب مين.

## التعليم
تعلم في جامعة براون.